# دوري كرة القدم الإنجليزي 1912–13
دوري كرة القدم الإنجليزي 1912–13 هو موسم من دوري كرة القدم الإنجليزي. أقيم خلال الفترة 2 سبتمبر 1912 وحتى 30 أبريل 1913، وفاز فيه نادي سندرلاند.